# Urbasov plaz (Bela)
Urbasov plaz (Bela) v Podbelščici, v Karavankah (tudi plaz Urbas), je zelo aktiven plaz, v območju izvira in zgornjega dela toka potoka Urbas, tik ob Potoški planini, pod melišči Rjavih peči in okoli 300 m vzhodno od Olipove planine. Nekaj časa je bil ta aktiven plaz napačno imenovan kot Potoški plaz (Potoških plazov je sicer več !). Pobočje že zelo, zelo dolgo zelo počasi drsi, vendar pa je bilo pred gradbenimi posegi to drsenje skoraj neznatno, saj je vegetacija premikanje precej uspešno zadrževala. Zaradi gradbenih posegov torej, gozdne ceste, ki je pobočje poraščeno z vegetacijo grobo prerezala in zaradi vodnega zajetja, pa se je zelo velika površina pobočja začela premikati bistveno hitreje. K pospeševanju plazenja prispevajo tudi vibracije, ki jih na gozdni cesti povzročajo težki tovornjaki. Najbolj aktiven del plaza je na površini približno 400 x 200 m, vendar pa je dejansko ogroženo širše območje v velikosti približno 600 x 300 m. Na tej površini se kažejo razpoke in raztrganine, tudi zelo globoke, vegetacija pa komaj še zadržuje zdrs površinskega sloja debeline okoli 30 do 100 cm. V zadnjem času je ta površinski drseči sloj ponekod precej debelejši. Debelino plazečega telesa zemljine ocenjujejo na več kot 10 m, je pa telo plazeče zemljine v spodnjem delu vedno tanjše, v osrednjem delu pa bi bilo lahko tudi debelejše od 20 m.
Plaz je mešanica raznih materialov, kjer prevladujejo deformirani skrilavi glinavci in meljevci, peščenjaki in kremenovi konglomerati. Omenjene kamnine oziroma zemljine ponekod prekriva pobočni grušč, ki pa se z njimi tudi meša, kar omogoča vodi, da plaz moči (namaka) tudi od znotraj in tako pospešuje drsenje zemljine. Tudi pogosto nasipavanje ceste z vodo-propustnim gruščem vodo dovaja v globlje plasti, tudi to plaz moči od znotraj in precej pospešuje plazenje. Ugodno pa je, da so v plazu tudi zelo velike skale »samice«, kar zelo močno ovira drsenje plazu. Te skale predvsem onemogočajo zelo velik in zelo hiter zdrs večjih količin zemljine. V spodjem delu plazu, zadnjih 100 do 150 m, je površinski sloj že povsem raztrgan, uničen in splazen.
Čez plaz je nekoč potekal zahodni krak Rudne poti, od Potoških rovtov do Vrtače in naprej do Stamar. Pot je sorazmerno dobro vidna še danes. Na zahodnem robu plaza je bil nekoč rudnik železove rude Urbas (mogoče sta bila celo dva para rovov). O uspešnosti rudarjenja nimamo podatkov, so pa kopali v (skozi) nasutje grušča z Vajneža, do »rudonosne« plasti ob Košutinem prelomu pa je bilo precej daleč. Ob rudnikih nad Vrtačo ni bilo vode, zato so bile tu v bližini verjetno tudi pražilne jame, tako za rudnike Olipova planina (Vrtača), kot tudi za rudnike Urbas.

## Neurje 4. avgusta 2023
V soboto, 5. avgusta 2023, malo čez tretjo uro zjutraj, se je na Koroški Beli sprožil alarm, ki opozarja na možnost sprožitve zemeljskega plazu nad vasjo. Zjutraj so opravili pregled stanja na terenu. Ugotovili so da je plaz Urbas aktiven. Izvajajo stalni monitoring. Iz ogroženega območja se je pričela evakuacija prebivalcev.
V nedeljo zjutraj je bila evakuacija preklicana. Plaz bodo še naprej budno spremljali.